# 国鉄タキ10850形貨車
国鉄タキ10850形貨車（こくてつタキ10850がたかしゃ）は、かつて日本国有鉄道（国鉄）及び1987年（昭和62年）4月の国鉄分割民営化後は日本貨物鉄道（JR貨物）に在籍した私有貨車（タンク車）である。

## 概要
本形式は、ニトロシル硫酸溶液専用の35t 積タンク車として1977年（昭和52年）11月4日に1両（コタキ10850）が日本車輌製造にて製作された。
記号番号表記は特殊標記符号「コ」（全長 12 m 以下）を前置し「コタキ」と標記する。
本形式の他にニトロシル硫酸溶液を専用種別とする形式には、他に例が無く唯一の存在であった。
所有者は、日本陸運産業（現在の日陸）でありその常備駅は、神奈川臨海鉄道浮島線の末広町駅であった。
1979年（昭和54年）10月より化成品分類番号「侵（禁水）84」（侵食性の物質、水と反応する物質、腐食性物質、禁水指定のもの）が標記された。
ステンレス鋼 (SUS316) 製のタンク体上部にある2個のドーム状のものは配管・弁類のプロテクタ（保護カバー）である。荷役方式は、液出入管からの上入れ、液出入管と空気管使用による上出し方式である。
車体色は黒色、寸法関係は全長は10,900mm、全幅は2,485mm、全高は3,537mm、台車中心間距離は6,800mm、実容積は19.5m3、自重は15.0t、換算両数は積車5.0、空車1.6であり、台車はベッテンドルフ式のTR225である。
1987年（昭和62年）4月の国鉄分割民営化時には車籍がJR貨物に継承され、1999年（平成11年）1月に廃車となり同時に形式消滅となった。